# Cipières
Cipières é uma comuna francesa na região administrativa da Provença-Alpes-Costa Azul, no departamento Alpes Marítimos. Estende-se por uma área de 38,15 km², com 269 habitantes, segundo os censos de 1999, com uma densidade de 7 hab/km².